# Ovalipidae
Ovalipidae là một họ cua thuộc liên họ Portunoidea. Họ này được tách ra từ họ Cua bơi. Họ này gồm duy nhất một chi là Ovalipes.